# Samodzielna Eskadra Lotnictwa Rozpoznawczego WOP
Samodzielna Eskadra Lotnictwa Rozpoznawczego WOP (SELR-WOP) – zlikwidowany pododdział Wojsk Ochrony Pogranicza pełniący służbę patrolową na granicy morskiej.

## Formowanie i zmiany organizacyjne

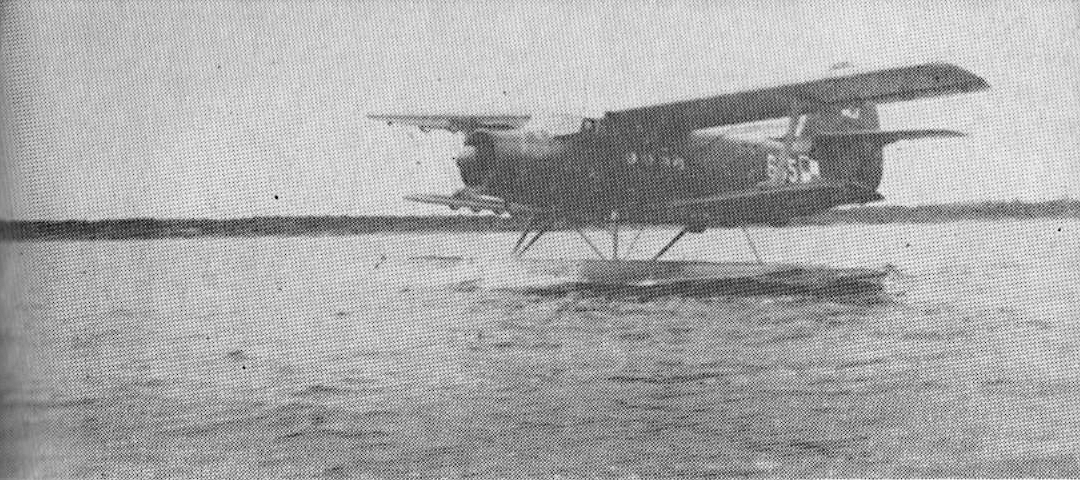
Samolot An-2M (W) Samodzielnej Eskadry Lotnictwa Rozpoznawczego WOP przystosowany do wykonywania zadań w ochronie granicy morskiej tj. patrolowania wód przybrzeżnych (1960–1969)

Na mocy zarządzenia ministra spraw wewnętrznych z 13 czerwca 1958, zarządzenia org. DWW nr 019/WW z 23 października 1958 sformowano Samodzielną Eskadrę Lotnictwa Rozpoznawczego WOP. Jednostka podlegała Dowództwu WOP w Warszawie. Stacjonowała dwupołożeniowo: na lotniskach Szczecin-Dąbie (dowództwo w Szczecinie)  i Wicku Morskim. Posiadała też dwa lądowiska na Wybrzeżu Bałtyckim. Od grudnia 1958 Samodzielna Eskadra Lotnictwa Rozpoznawczego WOP stacjonowała na lotnisku Szczecin-Dąbie i wyposażona była w jeden samolot, a w roku 1960 składała się z czterech kluczy samolotów An-2 i jego morskiej wersji An-2M, przeznaczonych do ochrony granicy morskiej. W dniu święta WOP, 10 czerwca 1960 samoloty eskadry wykonały swój pierwszy lot służbowy w ochronie granicy morskiej. W 1961 dowództwo eskadry posiadało kryptonim Wagon. W roku 1963 dokonano w eskadrze niewielkiej reorganizacji. Powstały wówczas dwa nowo utworzone klucze dalekiego wsparcia, wyposażone w samoloty Lim-2 i An-2 oraz jeden klucz bliskiego rozpoznania, złożony z samolotów Jak-12, który przeniesiono na lotnisko Gdańsk-Wrzeszcz.
W 1967 eskadrę podporządkowano Morskiej Brygadzie Okrętów Pogranicza w Gdańsku Nowym Porcie. Rozformowano w 1970.

## Struktura organizacyjna
- Dowództwo i pododdział obsługi
- 4 klucze samolotów An-2 wyposażonych w pływaki.

Jej stan etatowy wynosił: 99 wojskowych i 2 pracowników cywilnych.
od 1963
- 2 klucze dalekiego rozpoznania wyposażone w samoloty Li-2 i An-2M
- klucz bliskiego rozpoznania wyposażony w samoloty Jak-12[c].

## Dowódcy eskadry
- kpt. Marian Walewski
- kpt. Jerzy Godlewski
- kpt. Ryszard Mierzwiński
- kmdr ppor. Stefan Matysiak.